# Aristochromis christyi
Рід Aristochromis складається з єдиного виду риб родини цихлові Aristochromis christyi Trewavas 1935 Ендемік озера Малаві.